# Nahalal
Nahalal (hebrejsky נַהֲלָל, anglicky Nahalal) je vesnice typu mošav v Izraeli, v Severním distriktu, v Oblastní radě Jizre'elské údolí.

## Geografie
Leží v nadmořské výšce 91 metrů v západní části Jizre'elského údolí, nedaleko pahorků Dolní Galileji, v oblasti s intenzivním zemědělstvím. Jižně od mošavu se rozkládá letecká základna Ramat David.
Vesnice se nachází cca 12 kilometrů severozápadně od města Afula, cca 78 kilometrů severovýchodně od centra Tel Avivu a cca 23 kilometrů jihovýchodně od centra Haify. Nahalal obývají Židé, přičemž osídlení v tomto regionu je převážně židovské. Necelé 2 kilometry severním směrem leží pouze menší arabská vesnice Manšija Zabda, kterou obývají izraelští Arabové.
Nahalal je na dopravní síť napojen pomocí dálnice číslo 73, jež probíhá východně od osady a severně od ní se kříží s dálnicí číslo 75.

## Dějiny

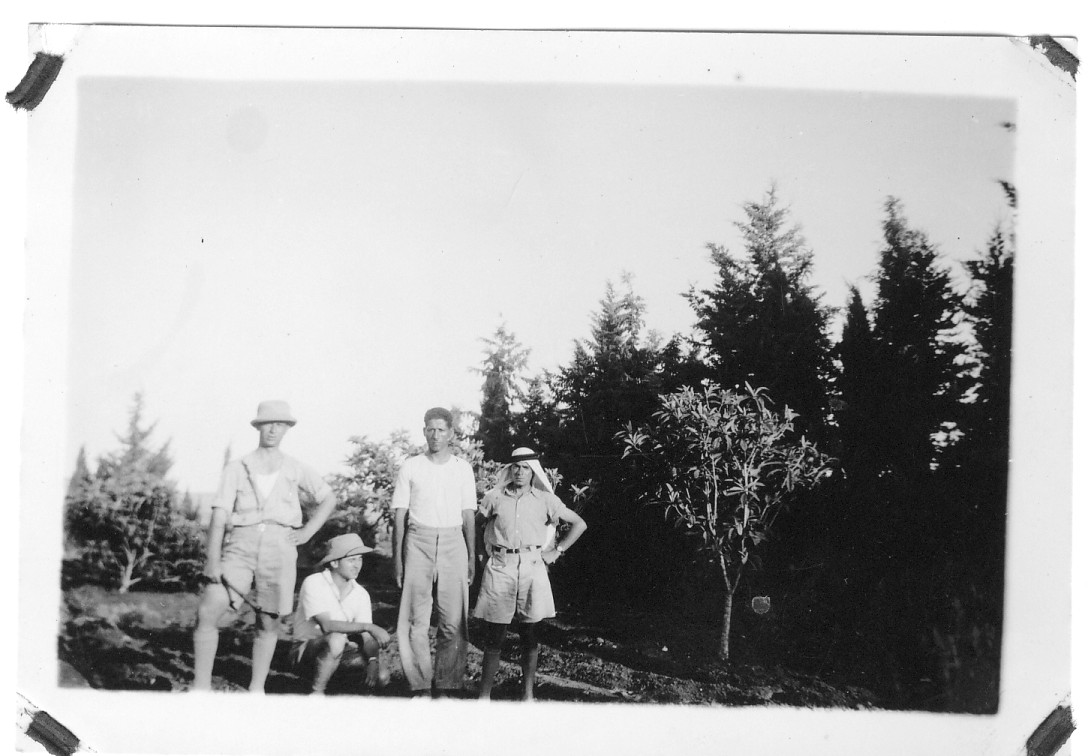
Osadníci v Nahalalu ve 30. letech 20. století

Nahalal navazuje na stejnojmenné starověké židovské sídlo zmiňované v Knize Jozue 19,15. V Jeruzalémském Talmudu se pak objevuje pod jménem Mahlul (מהלול) a toto jméno se pak uchovalo v názvu nedaleké arabské vesnice Ma'alul (cca 3 kilometry severovýchodním směrem odtud), jež tu stávala až do roku 1948.
Novověký židovský Nahalal byl založen v roce 1921. K založení došlo 11. září 1921. Během 100 dnů tehdy v Jizre'elském údolí vzniklo pět židovských osad (kromě Nahalal ještě Ejn Charod, Tel Josef, Kfar Jechezkel a Geva). Šlo o první mošav (konkrétně typ mošav ovdim) v tehdejší mandátní Palestině. Zakladateli byli židovští přistěhovalci z dob druhé aliji, z nichž někteří prošli kibucem Deganija Alef, jiní farmou v Kineretu. Chtěli založit kolektivní osadu, ale s jistou mírou zachování soukromí a rodiny jako individuální sociální jednotky. Myšlenky na založení takto organizovaných zemědělských komunit poprvé zformuloval roku 1919 Eliezer Jafe. Nejprve se zakladatelé Nachalalu usadili na pahorku poblíž arabské vesnice Malul, pak se přesunuli do nynější lokality, která ovšem tehdy sestávala z močálů zamořených malárií.
Vesnice byla navržena urbanistou a architektem Richardem Kaufmannem, který zde aplikoval přísně gemometrický kruhový koncept. Okolo centrálního kruhového prostoru vyhrazeného pro veřejné budovy se řadí jednotlivé usedlosti. Kruhové souměrnosti je podřízena i orientace jednotlivých pozemků, které z usedlostí vybíhají do okolní krajiny. Koncept měl své urbanistické, estetické ale i obranné důvody.
Roku 1923 vznikla v Nahalal odborná zemědělská škola pro dívky. V roce 1926 již v nové vesnici stála i budova základní školy, ovšem zatím pouze dřevěná stavba. Ze zdiva se jako první stavěly jen hospodářské objekty - stáje a chlévy. Výstavba zděných obytných domů začala až roku 1933.
V prosinci 1932 byli dva členové mošavu zabiti ručním granátem při útoku arabské militantní skupiny okolo Izz ad-Din al-Kassama. I během následujícího arabského povstání, jež začalo v roce 1936, byla tato vesnice vystavena útokům Arabů z okolního regionu.

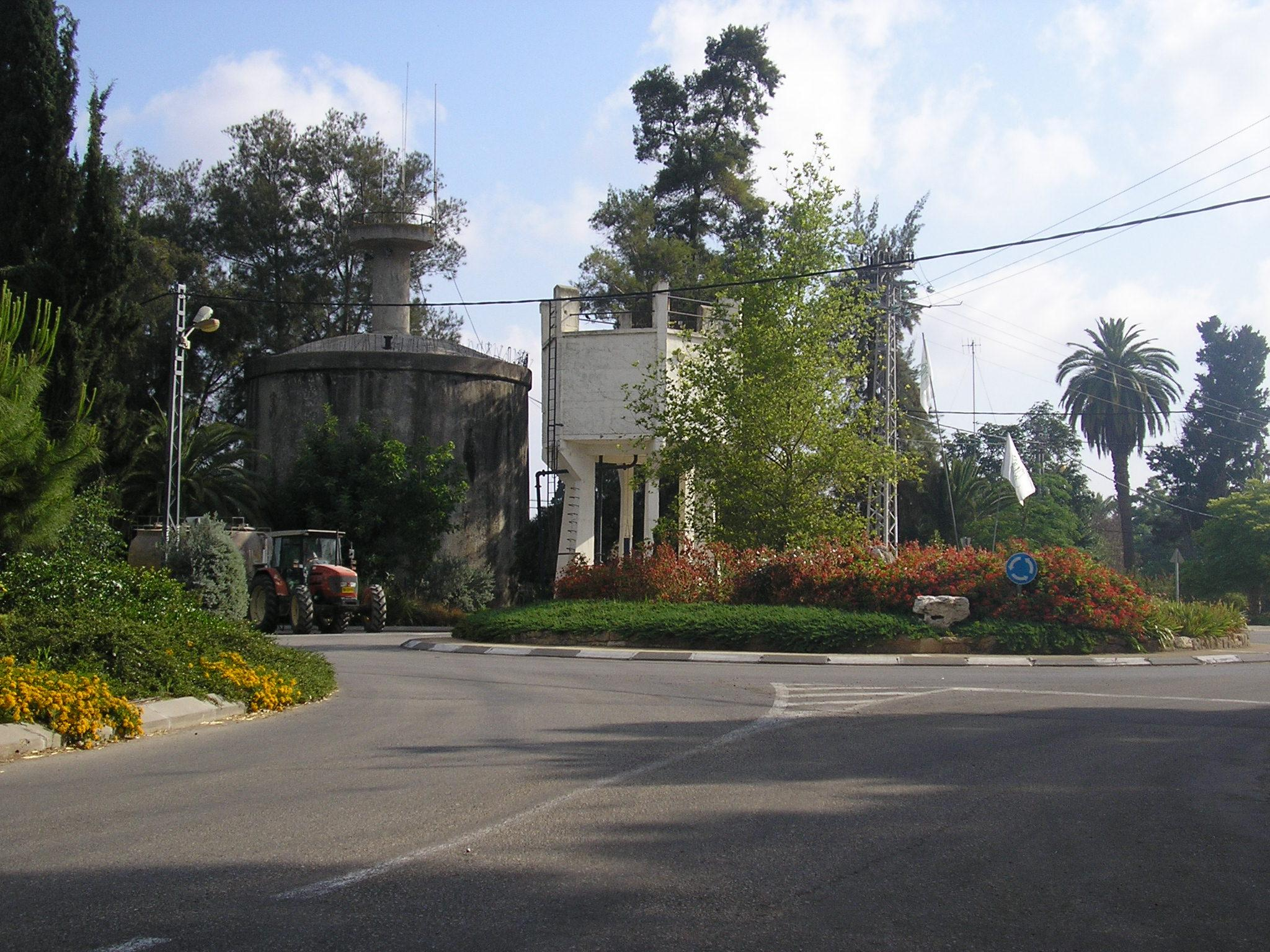
Centrum mošavu Nahalal

Roku 1949 měla vesnice 847 obyvatel a rozlohu katastrálního území 8846 dunamů (8,846 kilometrů čtverečních).
Ekonomika Nahalal je založena na zemědělství a podnikání. V obci funguje oblastní základní škola. Kolektivní prvky v hospodaření mošavu byly postupně zrušeny. V obcí působí 75 rodinných farem. Dalších 5 zemědělských pozemků patří k zdejší zemědělské škole. Dále je tu pošta, zdravotní středisko, obchod, společenské centrum, synagoga, plavecký bazén a knihovna.
30. června 2000 byl mošav Nahalal společně s kibucem Deganija Alef navržen izraelskou delegací při UNESCO na výhledové zařazení do seznamu Světového dědictví jako kulturní a urbanistická památka. Dle stavu k únoru 2010 ale stále nebyl zápis do seznamu dokončen.
Mošavem Nahalal prošlo buď jako trvalí nebo dočasní obyvatelé mnoho významných postav izraelských dějin. Například Moše Dajan, Šaul Mofaz nebo generál Moše Peled. Na hřbitově u Nahalalu je pohřben izraelský voják a astronaut Ilan Ramon (ten ale v této vesnici nikdy nežil). Hřbitov je umístěn severně od vesnice, poblíž archeologické lokality Tel Šimron.

## Demografie
Obyvatelstvo mošavu Nahalal je sekulární. Podle údajů z roku 2014 tvořili naprostou většinu obyvatel v Nahalal Židé - cca 900 osob (včetně statistické kategorie "ostatní", která zahrnuje nearabské obyvatele židovského původu ale bez formální příslušnosti k židovskému náboženství, cca 1000 osob).
Jde o menší sídlo vesnického typu s dlouhodobě stagnující populací. K 31. prosinci 2014 zde žilo 977 lidí. Během roku 2014 populace stoupla o 6,5 %.
| Rok            | 1948  | 1949 | 1961  | 1972  | 1983  | 1995 | 2001 | 2003 | 2004 | 2005 | 2006 | 2007 | 2008 | 2009 | 2010 | 2011 | 2012 | 2013 | 2014 |
| -------------- | ----- | ---- | ----- | ----- | ----- | ---- | ---- | ---- | ---- | ---- | ---- | ---- | ---- | ---- | ---- | ---- | ---- | ---- | ---- |
| Počet obyvatel | 1 036 | 847  | 1 007 | 1 043 | 1 088 | 888  | 928  | 934  | 926  | 920  | 913  | 913  | 907  | 848  | 857  | 864  | 916  | 917  | 977  |